# Finale de la Coupe des confédérations 2001
 (février 2023).
Si vous disposez d'ouvrages ou d'articles de référence ou si vous connaissez des sites web de qualité traitant du thème abordé ici, merci de compléter l'article en donnant les références utiles à sa vérifiabilité et en les liant à la section « Notes et références ».
La finale de la Coupe des confédérations 2001 est une rencontre sportive de football. Le match se joue au Stade Nissan à Yokohama au Japon à 19 h heure locale, le 10 juin 2001, et voit s'affronter l'Équipe du Japon et l'Équipe de France. La France s'impose 1 à 0 sur un but de Patrick Vieira à la 30e minute, bien servi par une longue passe de Frank Lebœuf et qui trompe le gardien japonais Yoshikatsu Kawaguchi aux abords de la surface de réparation. La France remport sa première Coupe des confédérations.

## Parcours respectifs
|   | Équipe   | Pts | J | G | N | P | BP | BC | Diff |
| 1 | Japon    | 7   | 3 | 2 | 1 | 0 | 5  | 0  | +5   |
| 2 | Brésil   | 5   | 3 | 1 | 2 | 0 | 2  | 0  | +2   |
| 3 | Cameroun | 3   | 3 | 1 | 0 | 2 | 2  | 4  | -2   |
| 4 | Canada   | 1   | 3 | 0 | 1 | 2 | 0  | 5  | -5   |

|   | Équipe       | Pts | J | G | N | P | BP | BC | Diff |
| 1 | France       | 6   | 3 | 2 | 0 | 1 | 9  | 1  | +8   |
| 2 | Australie    | 6   | 3 | 2 | 0 | 1 | 3  | 1  | +2   |
| 3 | Corée du Sud | 6   | 3 | 2 | 0 | 3 | 2  | 6  | -3   |
| 4 | Mexique      | 0   | 3 | 0 | 0 | 3 | 1  | 8  | -7   |

## Match
| Dimanche 10 juin 2001                    | Japon   | 0 - 1 | France               | Stade Nissan, Yokohama                       |                                              |
| 19 h 0 (JST) · Historique des rencontres |         |       | 30e Vieira (Lebœuf ) | Spectateurs : 65 533 Arbitrage : Ali Bujsaim | Spectateurs : 65 533 Arbitrage : Ali Bujsaim |
| 19 h 0 (JST) · Historique des rencontres | Rapport |       |                      | Spectateurs : 65 533 Arbitrage : Ali Bujsaim | Spectateurs : 65 533 Arbitrage : Ali Bujsaim |

| Japon | France |

| JAPON :            |    |                      |     |     |
|                    |    |                      |     |     |
| Gardien de but     | 01 | Yoshikatsu Kawaguchi |     |     |
|                    | 20 | Yasuhiro Hato        |     |     |
|                    | 04 | Ryuzo Morioka        |     |     |
|                    | 03 | Naoki Matsuda        | 36e |     |
|                    | 16 | Kōji Nakata          |     |     |
|                    | 05 | Junichi Inamoto      |     | 46e |
|                    | 14 | Teruyoshi Ito        |     |     |
|                    | 18 | Kazuyuki Toda        |     |     |
|                    | 21 | Shinji Ono           |     | 60e |
|                    | 08 | Hiroaki Morishima    | 89e |     |
|                    | 09 | Akinori Nishizawa    |     | 74e |
| Remplaçants :      |    |                      |     |     |
|                    | 10 | Atsuhiro Miura       |     | 46e |
|                    | 19 | Tatsuhiko Kubo       |     | 60e |
|                    | 11 | Masashi Nakayama     |     | 74e |
| Sélectionneur :    |    |                      |     |     |
| Philippe Troussier |    |                      |     |     |

| FRANCE :        |    |                    |     |     |
|                 |    |                    |     |     |
| Gardien de but  | 01 | Ulrich Ramé        |     |     |
|                 | 19 | Christian Karembeu |     |     |
|                 | 18 | Franck Lebœuf      |     |     |
|                 | 08 | Marcel Desailly    |     |     |
|                 | 03 | Bixente Lizarazu   | 52e |     |
|                 | 06 | Youri Djorkaeff    |     | 65e |
|                 | 04 | Patrick Vieira     |     |     |
|                 | 07 | Robert Pirès       |     |     |
|                 | 11 | Sylvain Wiltord    |     |     |
|                 | 09 | Nicolas Anelka     |     |     |
|                 | 17 | Steve Marlet       |     | 58e |
| Remplaçants :   |    |                    |     |     |
|                 | 02 | Laurent Robert     |     | 58e |
|                 | 10 | Éric Carrière      |     | 65e |
| Sélectionneur : |    |                    |     |     |
| Roger Lemerre   |    |                    |     |     |

| Assistants : Igor Šramka Awni Hassouneh |